# Marcell Jacobs
Marcell Jacobs, właśc. Lamont Marcell Jacobs Jr. (ur. 26 września 1994 w El Paso) – włoski lekkoatleta specjalizujący się w biegach sprinterskich.
Jest synem Włoszki i Afroamerykanina. Kiedy jego ojciec, który był żołnierzem, został przeniesiony do Korei Południowej, matka wróciła z Jacobsem do Włoch. Miał wówczas niespełna miesiąc.
Na początku kariery uprawiał skok w dal. Ma na koncie m.in. 11. miejsce podczas mistrzostw Europy w Amsterdamie (2016).
Startując w biegach sprinterskich, w 2018 osiągnął półfinał biegu na 100 metrów podczas europejskiego czempionatu w Berlinie (2018). Ten sam wynik osiągnął podczas rozgrywanych w Dosze mistrzostwach świata (2019).
W 2021 został w Toruniu halowym mistrzem Europy w biegu na 60 metrów. W tym samym roku w Tokio zdobył złoty medal igrzysk olimpijskich, ustanawiając czasem 9,80 nowy rekord Europy na dystansie 100 metrów. Kilka dni później, wraz z kolegami z reprezentacji, wywalczył złoto w sztafecie 4 × 100 metrów.
W 2022 w Belgradzie zdobył halowe mistrzostwo świata, w finale poprawiając rekord Europy. W tym samym roku został mistrzem Europy. W 2023 został halowym wicemistrzem Europy w biegu na 60 metrów, a wraz z kolegami z reprezentacji został wicemistrzem świata w biegu rozstawnym 4 × 100 metrów. Zdobywca złotego medalu w biegu na 100 metrów oraz biegu sztafet 4 × 100 m podczas czempionatu Starego Kontynentu w Rzymie (2024).
Stawał na podium World Athletics Relays.
Wielokrotny złoty medalista mistrzostw Włoch i reprezentant kraju na drużynowych mistrzostwach Europy.

## Osiągnięcia
| Rok  | Impreza                                 | Miejsce   | Konkurencja        | Pozycja           | Wynik |
| ---- | --------------------------------------- | --------- | ------------------ | ----------------- | ----- |
| 2013 | Mistrzostwa Europy juniorów             | Rieti     | skok w dal         | 9. miejsce        | 7,20  |
| 2016 | Mistrzostwa Europy                      | Amsterdam | skok w dal         | 11. miejsce       | 7,59  |
| 2017 | Halowe mistrzostwa Europy               | Belgrad   | skok w dal         | el. – 11. miejsce | 7,70  |
| 2018 | Mistrzostwa Europy                      | Berlin    | bieg na 100 m      | półfinał          | 10,28 |
| 2019 | Halowe mistrzostwa Europy               | Glasgow   | skok w dal         | el. –             | NM    |
| 2019 | Superliga drużynowych mistrzostw Europy | Bydgoszcz | bieg na 100 m      | 2. miejsce        | 10,39 |
| 2019 | Mistrzostwa świata                      | Doha      | bieg na 100 m      | półfinał          | 10,20 |
| 2019 | Mistrzostwa świata                      | Doha      | sztafeta 4 × 100 m | eliminacje        | 38,11 |
| 2021 | Halowe mistrzostwa Europy               | Toruń     | bieg na 60 m       | 1. miejsce        | 6,47  |
| 2021 | World Athletics Relays                  | Chorzów   | sztafeta 4 × 100 m | 2. miejsce        | 39,21 |
| 2021 | Igrzyska olimpijskie                    | Tokio     | bieg na 100 m      | 1. miejsce        | 9,80  |
| 2021 | Igrzyska olimpijskie                    | Tokio     | sztafeta 4 × 100 m | 1. miejsce        | 37,50 |
| 2022 | Halowe mistrzostwa świata               | Belgrad   | bieg na 60 m       | 1. miejsce        | 6,41  |
| 2022 | Mistrzostwa świata                      | Eugene    | bieg na 100 m      | półfinał          | DNS   |
| 2022 | Mistrzostwa Europy                      | Monachium | bieg na 100 m      | 1. miejsce        | 9,95  |
| 2023 | Halowe mistrzostwa Europy               | Stambuł   | bieg na 60 m       | 2. miejsce        | 6,50  |
| 2023 | Mistrzostwa świata                      | Budapeszt | bieg na 100 m      | półfinał          | 10,05 |
| 2023 | Mistrzostwa świata                      | Budapeszt | sztafeta 4 × 100 m | 2. miejsce        | 37,62 |
| 2024 | World Athletics Relays                  | Nassau    | sztafeta 4 × 100 m | –                 | DQ    |
| 2024 | Mistrzostwa Europy                      | Rzym      | bieg na 100 m      | 1. miejsce        | 10,03 |
| 2024 | Mistrzostwa Europy                      | Rzym      | sztafeta 4 × 100 m | 1. miejsce        | 37,82 |
| 2024 | Igrzyska olimpijskie                    | Paryż     | bieg na 100 m      | 5. miejsce        | 9,85  |
| 2024 | Igrzyska olimpijskie                    | Paryż     | sztafeta 4 × 100 m | 4. miejsce        | 37,68 |

## Rekordy życiowe
- bieg na 60 metrów (hala) – 6,41 (2022) rekord Europy, 4. wynik w historii światowej lekkoatletyki
- bieg na 100 metrów – 9,80 (2021) rekord Europy
- bieg na 200 metrów – 20,61 (2018)
- skok w dal (stadion) – 7,95 (2016) / 8,48w (2016)
- skok w dal (hala) – 8,07 (2017)

6 sierpnia 2021 Jacobs biegł we włoskiej sztafecie 4 × 100 metrów, która czasem 37,50 ustanowiła aktualny rekord kraju w tej konkurencji.